# مسجد میرزا تقی
مسجد میرزا تقی مربوط به دوره ایلخانی است و در همدان، حاشیه شرقی خیابان تختی واقع شده و این اثر در تاریخ ۲۱ اردیبهشت ۱۳۷۶ با شمارهٔ ثبت ۱۸۶۵ به‌عنوان یکی از آثار ملی ایران به ثبت رسیده است.